# 凤江镇
凤江镇，是中华人民共和国广东省揭阳市揭西县下辖的一个乡镇级行政单位。

## 行政区划
凤江镇下辖以下地区：
桥头社区、东光村、东丰村、东新村、阳南村、阳西村、凤西村、凤北村、凤南村、赤新村、鸿西村、花寨村、洪湖村、鸿江村、鸿新村和莪萃村。